# Brachyclonus indicus
Brachyclonus indicus ist eine Art der Hakenwürmer, die im Dünndarm beim Schabrackentapir parasitiert. Sie ist die einzige Art in der Gattung Brachyclonus. Zur Spezies liegen nur wenige Untersuchungen vor, der Parasit wurde für den Tod eines Schabrackentapirs verantwortlich gemacht.

## Merkmale
Die Gattung Brachyclonus ist dadurch gekennzeichnet, dass die Dorsalrippe der Bursa copulatrix nahezu genauso lang wie die Seitenrippen ist und ihre mediane Fissur im Gegensatz zu Necator flach ist. Die Subdorsalplatten haben eine Spitze.
Männchen sind 12 mm lang, Weibchen 16 mm. Der Maximaldurchmesser beträgt bei Weibchen 0,63 mm, bei Männchen 0,53 mm und wird bei beiden Geschlechtern etwa in der Körpermitte erreicht. Das Vorderende ist hakenwurmtypisch rückenwärts gebogen. Die Kutikula zeigt eine feine Streifung mit einem Abstand von 6 µm. Die große runde Mundkapsel öffnet sich nach vorn-oben, die untere Hälfte weist zwei Schneideplatten auf. Der Dorsalkonus ragt frei in die Mundhöhle, auf seiner Spitze mündet die dorsale Ösophagusdrüse. Am Mundhöhlenboden finden sich zwei lanzettartige Zähne. Das Hinterende der Weibchen ist konisch, die Bursa copulatrix der Männchen ist mit bloßem Auge sichtbar.

## Systematik
Brachyclonus wird von Hodda (2022) in die Tribus Bunostomini und die Untertribus Bunostominii eingeordnet. Die Tribus Bunostomini war von Arthur Looss 1911 zur Unterfamilie Bunostominae erhoben worden, nach der neueren Systematik sind sie wieder als Tribus in die Hakenwürmer (Ancylostomatinae) integriert.